# 원스 어폰 어 스튜디오
《원스 어폰 어 스튜디오》(영어:  Once Upon a Studio)는 2023년 개봉된 미국의 판타지 코미디 실사 및 애니메이션 단편영화이다. 댄 아브라함이 감독을 맡았으며, 월트 디즈니 픽처스가 제작하는 애니메이션 영화이다.

## 줄거리
월트 디즈니 애니메이션 스튜디오 직원들이 퇴근한 후, 스튜디오 벽에 걸린 그림 속 디즈니 캐릭터들이 살아 움직인다. 미키 마우스는 다른 캐릭터들을 불러모아 스튜디오 100주년 기념 단체 사진을 찍으려고 한다. 다 함께 모여 사진을 찍으려던 찰나, 구피가 사다리에서 떨어져 카메라가 망가진다. 실망한 캐릭터들이 흩어지려 할 때, 알란-어-데일이 'When You Wish Upon a Star'를 연주하기 시작하고, 다른 캐릭터들이 노래를 이어받아 함께 부른다. 한편, 빗자루들이 카메라 조각을 치우고, 픽스 잇 펠릭스가 카메라를 수리하고, 헤라클레스가 사다리를 다시 세운다. 요정 대모는 마법으로 구피를 사다리에 올리고 카메라를 설치한다. 마지막으로, 모든 캐릭터들이 노래를 부르고, 팅커벨이 마법으로 단체 사진을 완성한다.

## 성우진
| 배역              | 영어 배우/성우        | 한국어 성우 |
| ----------------- | --------------------- | ----------- |
|                   | 버니 매틴슨           |             |
| 디즈니 인턴       | 레니카 윌리엄스       |             |
| 베이맥스          | 스콧 애드싯           |             |
| 도널드 덕         | 토니 안셀모           |             |
| 닉 와일드         | 제이슨 베이트먼       |             |
| 안나              | 크리스틴 벨           |             |
| 아리엘            | 조디 벤슨             |             |
| 야수              | 로비 벤슨             |             |
| 안토니오 마드리갈 | 라비 캐봇-코니어스    |             |
| 피노키오          | 그리펜 캠벨           |             |
| 모아나            | 아울리이 크러발리오   |             |
| 발루, 곰돌이 푸   | 짐 커밍스             |             |
| 아샤              | 아리아나 더보즈       |             |
| 미키 마우스       | 크리스 디어먼토펄러스 |             |
| 리틀 존           | 리처드 엡카           |             |
| 구피, 플루토      | 빌 파머               |             |
| 차밍 왕자         | 키스 퍼거슨           |             |